# Nicolae Lugojanu de Caransebeș
Nicolae Lugojanu cavaler de Caransebeș (în germană: Nikolaus Logoschan von Karánsebes, n. 16 decembrie 1854, Caransebeș – d. 27 martie 1927, Sibiu) a fost un militar și inventator român. A fost inițial general în Armata Comună a Austro-Ungariei, în care a avansat până la gradul de general de brigadă, ulterior a trecut în Armata Română, în care a fost înălțat la rangul de general de divizie.

## Biografie

### Ofițerul

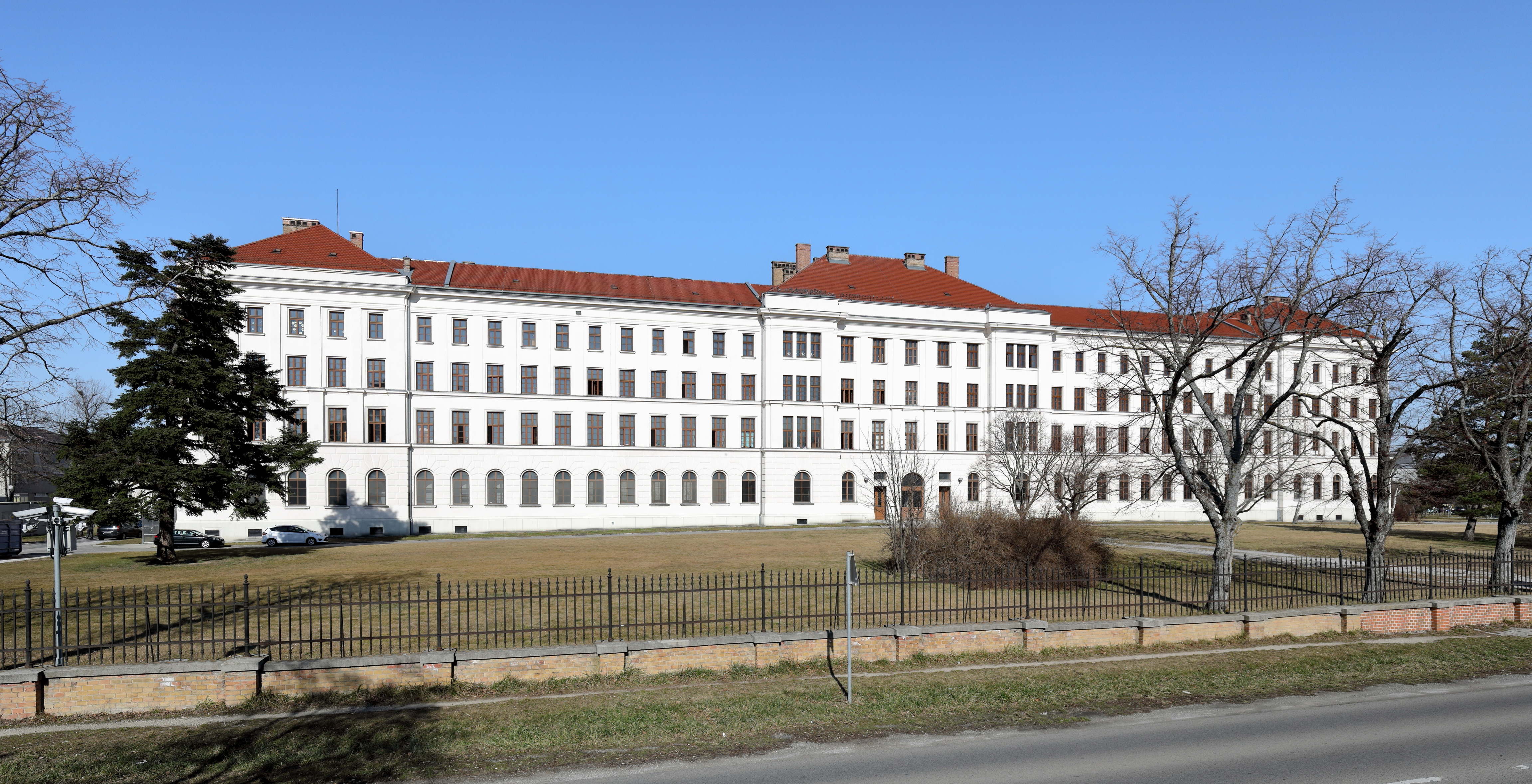
Fosta școală militată, Traiskirchen

Nicolae a fost fiul grănicerului și învățătorului Dimitrie Lugojanu și soției sale Iconia. Studiile și le-a urmat la școală normală matematică din Caransebeș și la cea militară din Traiskirchen. A absolvit la Viena Academia Militară și Școală de Război.
În ziua de 1 noiembrie 1880 a devenit locotenent în regimentul de artilerie al forțelor de apărare regale maghiare „Alois Pichler” nr. 3 la Komárom  și a luat parte în campania de la 1882 din Bosnia și Herțegovina. Ridicat la grad de căpitan de clasa I în regimentul k.u.k. de artilerie „Erzherzog Albrecht” nr. 5 pe 1 mai 1894, a avansat în 1902 la gradul de maior al regimentului nr. 36 la Sibiu.

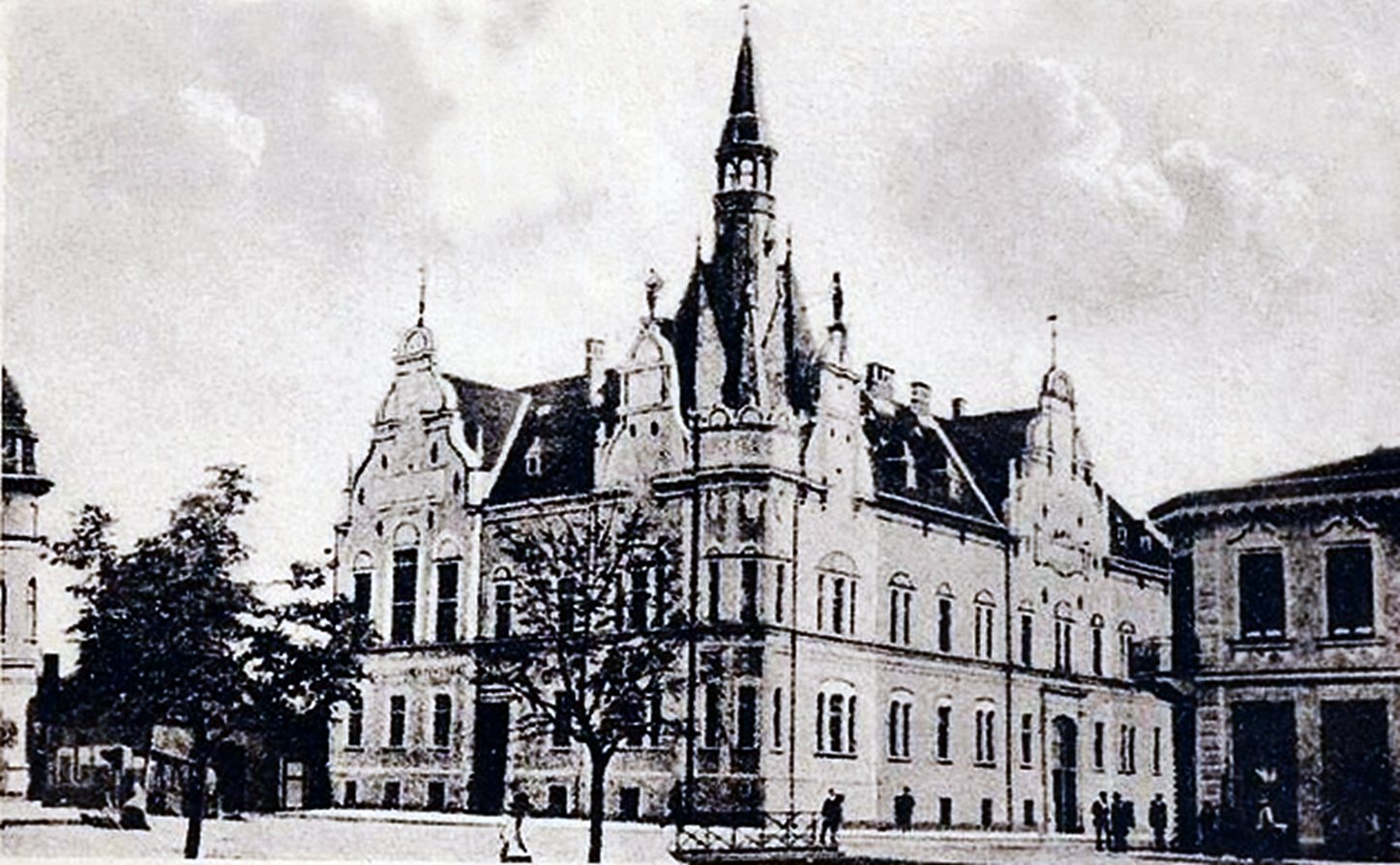
Caransebeș, primăria

A fost colonel major în corpul de armată nr. VII și  comandant al regimentului de artilerie nr. 19 la Oradea începând cu anul 1907. În același post a fost numit colonel la 18 august 1914. Deja la începutul Primului Război Mondial a avut prilejul să se distingă, fiind decorat cu Ordinul Împărătesc al Coroanei de Fier de clasa a 3-a cu decorația de război. Era deja purtător al medaliei de merit militar Signum Laudis, la bandă roșie.
Lugojanu a fost avansat la gradul de general de brigadă (Generalmajor) cu rang de la 1 noiembrie 1917 și nobilat la 14 februarie 1918 (diploma de la 1 aprilie a anului) cu predicatul „Cavaler de Caransebeș”.
Încadrându-se în armata română în ianuarie 1919, a fost promovat la gradul de general de divizie. Înrudit fiind cu preotul Gheorghe Buru, ceremonialul catedralei caransebeșene, el își petrecea concediul, an de an, în Caransebeș. Acolo își întâlnea prietenii din copilărie și camarazii de arme.
Ales reprezentant al Caransebeșului la Comunitatea de avere, grănicerii voiau să-l aleagă după Unire președinte al acestei instituțiuni. Neputându-se stabili un acord între grupările politice, el a renunțat de a mai candida. Lugojanu s-a retras  la Sibiu, unde a fost înmormântat de preotul militar, colonel Iosif Serafin din Pătaș.

### Inventatorul
Ca „primtenente c. r. de artilerie” a inventat în anul 1889 cheia dublă („Kommoditäts-Doppelschlüssel”), cu care se putea deschide pe timpuri orice ușă. A fost patentată în Austro-Ungaria, Germania, Franța (patentul 201 293 de la 17 octombrie 1889) și Anglia.
Staționat la Bratislava, a înaintat la 21 august 1904 din nou o cerere de patentare și, la 1 iulie 1905, a căpătat patentul austro-ungar nr. 22 262 pentru o scăriță modificată: Este un etrier, ale cărui brațe constau din două părți conectate împreună cu manșoane. Aretarea pieselor conectate cu podul sunt limitate de câte o opritoare, care sunt situate în interiorul scăriței ale suportului și se mișcă pe caneluri.